# Mesodon clarki ssp. nantahala
Mesodon clarki ssp. nantahala је подврста класе Gastropoda која припада реду Stylommatophora. 

## Угроженост
Подаци о распрострањености ове врсте су недовољни.

## Распрострањење
Сједињене Америчке Државе су једино познато природно станиште врсте.

## Станиште
Врста Mesodon clarki ssp. nantahala има станиште на копну.